# 融城八景
融城八景是指中国广西壮族自治区柳州市融水苗族自治县的八处景色，包括融江暮雨，西楼夜月，香山叠翠，安灵龙潭，玉华仙洞，独秀青峰，水月洞天，南院蔷薇。